# 绿山墙的安妮
《绿山墙的安妮》（英語：Anne of Green Gables，又譯為绿山墙的安妮（中國大陸）、绿山墙的安妮（中國大陸）或绿色屋顶之家的安妮）是一部由加拿大作家露西·莫德·蒙哥馬利（Lucy Maud Montgomery）所著的長篇小說。這個故事於1908年首度發表，其背景是在設定在作者蒙哥馬利童年成長的地方──愛德華王子島。

## 故事大綱
住在愛德華王子島艾凡里鎮上的一對單身老兄妹馬修·卡斯伯特和瑪莉拉·卡斯伯特，原本打算領養一個男孩來幫忙農務，但領養中心卻誤送了一個女孩給他們，這個名叫安妮·雪麗的紅髮少女孤兒，滿懷豐富的想像力並且能言善道，所有的自然景物在她的想象中，都变得能说话，有灵魂。原本發現弄錯人的瑪莉拉打算將安妮送回去，但馬修卻把安妮留了下來。安妮在挫折和嘲笑中总受到朋友黛安娜·貝利和家人的帮助，并在马修因心脏病死后逐渐成长自我，自强自立，成为一位教师。
故事中其他重要的角色，還包括了安妮的同窗好友黛安娜·貝利、吉伯特·布萊斯、和瑪莉拉的好友瑞秋·林德等人。

## 系列小說
| #                                                                         | 書名                                                                          | 出版年 | 安妮·雪麗的年齡 |
| 1                                                                         | Anne of Green Gables 《清秀佳人》/《紅髮安妮》                                        | 1908   | 11—16歲         |
| 2                                                                         | Anne of Avonlea 《安妮的少女情懷》/《安妮的青春》/《少女安妮》/《花季安妮》   | 1909   | 16—18歲         |
| 3                                                                         | Anne of the Island 《安妮的戀曲》/《安妮的愛情》/《小島上的安妮》             | 1915   | 18—22歲         |
| 4                                                                         | Anne of Windy Poplars 《安妮的幸福》/《風吹白楊的安妮》/《风扬林的安妮》      | 1936   | 22—25歲         |
| 5                                                                         | Anne's House of Dreams 《安妮的夢幻小屋》/《安妮的夢之家》/《梦中小屋的安妮》 | 1917   | 25—27歲         |
| 6                                                                         | Anne of Ingleside 《安妮的甜蜜家庭》/《安妮的莊園》/《壁爐山莊的安妮》        | 1939   | 34—40歲         |
| 7                                                                         | Rainbow Valley 《彩虹谷的安妮》/《彩虹幽谷》                                  | 1919   | 41歲            |
| 8                                                                         | Rilla of Ingleside 《安妮的女兒：芭莎》/《安妮與莉娜》/《壁爐山莊的麗拉》     | 1921   | 49—53歲         |
| 9                                                                         | The Blythes Are Quoted 《布萊斯家文摘》                                       | 2009   | 40—75歲         |
|                                                                           |                                                                               |        |                 |
| 蒙哥馬利的短篇小說，偶爾連帶提及安妮·雪麗與其家人                         |                                                                               |        |                 |
| #                                                                         | 書名                                                                          | 出版年 | 安妮·雪麗的年齡 |
| —                                                                         | Chronicles of Avonlea 《安妮的友情》                                          | 1912   | —               |
| —                                                                         | Further Chronicles of Avonlea 《安妮的艾凡里記趣》                            | 1920   | —               |
| —                                                                         | The Road to Yesterday 《永恆的安妮·雪麗》                                     | 1974   | —               |
| —                                                                         | Akin to Anne: Tales of Other Orphans 《安妮！與我同行》                       | 1988   | —               |
|                                                                           |                                                                               |        |                 |
| 繼承蒙哥馬利清秀佳人系列小說的威爾遜女士所撰寫，關於安妮·雪麗誕生時的事情 |                                                                               |        |                 |
| #                                                                         | 書名                                                                          | 出版年 | 安妮·雪麗的誕生 |
| —                                                                         | Before Green Gables 《清秀佳人前傳》（暫譯。中文版尚未發行）                  | 2008   | 0—11歲          |

（以上為早年台灣世茂出版社出版，當時將艾凡利譯為阿龐利。又，只有前八本是真正與安妮成長有關的故事，後四本則是蒙哥馬利的短篇小說，以艾凡利人物做主角，偶爾連帶提及安妮與其家人的故事。）
（2008年由同是加拿大出生的白琪·威爾遜（Budge Wilson）女士出版一本新的小說，日本動畫公司將其製作成動畫。）

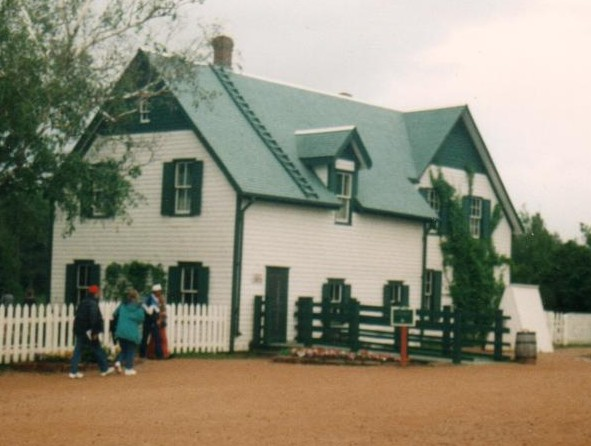
綠色屋頂之家

## 衍生作品
- 電影
  - 1919年默片版
  - 1934年電影版
- 影集
  - 1956年電視劇版
  - 1972年電視劇版
  - 1985年、1987年、2000年、2008年電視劇版

由加拿大蘇利文公司拍攝，分成三部，除了第一部貼近原著外，二三部都是以原著為基礎，將內容大幅度改編。原著裡一次大戰時是安妮的女兒與其男友的故事，而影片裡則是吉伯特從軍、安妮擔心其安危而演出尋夫記。
詳情見《清秀佳人》與其衍生作品《清秀小佳人》。
- - 2016年電視電影版

由加拿大Breakthrough娛樂公司攝製，加拿大2016年2月15日在YTV首映，中國內地2019年1月2日在CCTV-6播映。
詳情見《清秀佳人》。
- - 2017年《勇敢的安妮》（Anne with an E）

由Netflix發行，劇情融入許多現代社會議題。
- 卡通
  - 1979年，日本動畫公司將本故事製播為《世界名作劇場》系列的第5動畫，詳見《紅髮安妮》。
  - 2000年，加拿大Sullivan Animation將本故事製播為同名動畫系列劇，該劇於2006年在CCTV-14少兒頻道播出。
  - 2009年，日本動畫公司將本故事製播為《世界名作劇場》系列的第26部動畫，詳見《你好 安妮 ～Before Green Gables》。
  - 2025年，The Answer Studio將本故事製播為電視動畫，詳見《安妮·雪利》。

## 外部連結
- （英文）清秀佳人影集官方網站（蘇利文娛樂） （页面存档备份，存于）
- 绿山墙的安妮全系列名称